# John Marco Allegro

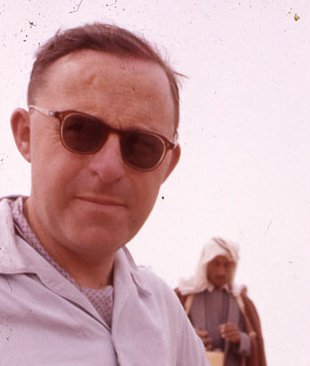
John Marco Allegro

John Marco Allegro (* 17. Februar 1923; † 17. Februar 1988) war ein britischer Linguist.

## Leben
Das Lebenswerk Allegros waren die Schriftrollen von Qumran und die sich daraus ergebenden Schlussfolgerungen. Sein Ruf als Wissenschaftler und als Mensch wurde durch die ablehnende und herabsetzende Reaktion auf seine These bestimmt, das Christentum basiere auf einem psychedelischen Kult, der sich halluzinogener Pilze bediente. Mit dieser These hatte er in den 1960er Jahren großen Einfluss auf die Jugend- und Kulturszene. So gestaltete das Duo Witthüser & Westrupp sein 3. Programm ganz unter dem Einfluss von Allegros Thesen. 
Allegro starb an seinem 65. Geburtstag an einem Herzinfarkt.

## Leistungen
Der Name John Marco Allegro ist untrennbar mit der Auswertung der Schriften aus Qumran verbunden. Als junger Wissenschaftler, der an der University of Manchester semitische Sprachen und in Oxford hebräische Dialekte studiert hatte, wurde er 1953 als eines von neun Mitgliedern in das internationale Wissenschaftler-Team zur Auswertung des Schriftenfundes vom Toten Meer berufen. Allegro gehörte diesem Team auf Grund einer Empfehlung seines Lehrers Godfrey R. Driver an. 
Ihn zeichneten sein profundes Wissen aber auch seine geistige Haltung als protestantisch beeinflusster Agnostiker für das Projekt aus. Dem Team gehörten außer ihm Frank Moore Cross, Patrick Skehan (beide USA), John Strugnell, Dominique Barthélemy (beide Großbritannien), Claus-Hunno Hunzinger (Deutschland) und Józef T. Milik (Polen) an. Allegro war der einzige nichtchristliche Wissenschaftler bei der Auswertung der Schriftrollen. Darin sah er eine besondere Verantwortung, die ihn dazu veranlasste, entgegen den Bestrebungen des Projektleiters Roland de Vaux eine breite Öffentlichkeit an den gewonnenen Erkenntnissen teilhaben zu lassen. 1956 veröffentlichte er sein erstes Buch The Dead Sea Scrolls (Die Schriftrollen vom Toten Meer). In diesem Buch vertritt er die These, die von ihm geöffnete Kupferrolle des Schriftenfundes enthielte ein Inventar des Schatzes der religiösen Gemeinschaft von Qumran. Er unternahm schließlich im Jahr 1959 aus eigener Initiative den erfolglosen Versuch diese These 
durch Forschungen vor Ort zu beweisen. Ein Jahr später veröffentlichte er zu diesem Thema das Buch The Treasure of the Copper Scroll (Der Schatz der Kupferrolle). Er verwendete hierfür nicht autorisiertes Bildmaterial. In einer Buchbesprechung wurden Allegro 1961 von seinem Teamleiter de Vaux Ungenauigkeit und Falschdarstellungen vorgeworfen. Die weitere Arbeit war von dieser Auseinandersetzung und weiteren Kontroversen bestimmt. Die von den Auffassungen seiner Kollegen abweichende Position Allegros gewann aufgrund der in der Öffentlichkeit wachsenden Kritik an der mangelhaften Information über die Funde vom Toten Meer Aufmerksamkeit.
John Marco Allegros Ruf in der Öffentlichkeit war durch seine öffentlich ausgetragenen Kontroversen mit seinen Fachkollegen bestimmt. Doch unabhängig hiervon hat er entscheidenden Anteil an der Entzifferung der zum Teil kodierten Schriftrollen, insbesondere jener aus Höhle vier. In den Jahren 1955 bis 1962 fertigte er über 1.500 Fotos von Fragmenten der Schriftrollen an, die für zukünftige Generationen äußerst wichtige Quellen darstellen.

## Werke
- Der Geheimkult des heiligen Pilzes. Wien: Molden, 1971, ISBN 3-217-00220-2.
- Die Botschaft vom Toten Meer. Frankfurt am Main: Fischer, 1957.